# Manoir de la Fresnaye (Réminiac)
Pour les articles homonymes, voir La Fresnaye.
Le manoir de la Fresnaye  est un édifice situé à Réminiac en France.

## Localisation
Le manoir est situé sur le territoire de la commune de Réminiac, au lieu-dit la Fresnaye, dans le département du Morbihan en région Bretagne.

## Description
Le manoir actuel date du XVIIe siècle. Plan en équerre, cour ouverte. Édifice à un étage carré, construit en moellons sans chaîne en pierre de taille de granite et de schiste. Toiture à longs pans recouverte d'ardoises, pignon couvert, noue. Escalier dans-œuvre : escalier tournant à retours sans jour, boulins de pigeonnier.

## Historique
L'ancien logis date des XVe et XVIe siècles. Le logis actuel date du XVIIe siècle, il est remanié dans la première moitié du XIXe siècle.
Le manoir est inscrit à l'inventaire général du patrimoine culturel.